# 笹原いな子
笹原 いな子（ささはら いなこ、本名：稲田佳榮、生没年不詳）は、元宝塚少女歌劇団月組主演娘役クラスの人物である。兵庫県西宮町（現・西宮市）出身。

芸名は小倉百人一首の第58番：大貳三位の
から命名された。

## 略歴
1918年、西宮高等女学校技藝科（現・西宮市立西宮高等学校）卒業後に、7期もしくは8期生として宝塚少女歌劇団（現・宝塚歌劇団）に入団。
1929年、宝塚少女歌劇団を退団。

## 宝塚少女歌劇団時代の主な舞台出演
- 『亂菊草紙』（1920年7月20日 - 8月31日、宝塚新歌劇場(公会堂劇場)）
- 『カインの殺人』『田舎源氏』（花組）（1921年10月20日 - 11月30日、第二歌劇場）
- 『日の御子』（月組）（1922年1月1日 - 1月25日、宝塚新歌劇場(公会堂劇場)）
- 『鼻の詩人』（月組）（1922年3月15日 - 4月30日、宝塚新歌劇場(公会堂劇場)）
- 『酒の始』（月組）（1922年7月15日 - 8月20日、宝塚新歌劇場(公会堂劇場)）
- 『人格者』（月組）（1922年9月20日 - 10月24日、宝塚新歌劇場(公会堂劇場)）
- 『夜の潮』（月組）（1923年3月20日 - 4月10日、宝塚新歌劇場(中劇場)）
- 『東天紅』『采女禮讃』（月組）（1923年5月11日 - 6月10日、宝塚新歌劇場(中劇場)）
- 『浮世』（月組）（1923年8月20日 - 9月20日、宝塚新歌劇場(中劇場)）
- 『琵琶島碑文』『何も彼も』（月組）（1923年10月25日 - 11月30日、宝塚新歌劇場(中劇場)）
- 『褒姒』（月組）（1924年3月1日 - 3月31日、宝塚新歌劇場(中劇場)）
- 『能因法師』（月組）（1924年4月16日 - 4月30日、宝塚新歌劇場(中劇場)）
- 『フルスピード』『お夏笠物狂』（月組）（1924年10月1日 - 10月31日、宝塚大劇場）
- 『蓬莱』『觀心寺物語』『双兒の悦び』（月・花・雪組）（1925年1月1日 - 1月31日、宝塚大劇場）
- 『妖怪倶楽部』『鴨川夜話』（月組）（1925年4月1日 - 4月30日、中劇場）
- 『看板供養』『毒の花園』（月組）（1925年7月1日 - 7月31日、宝塚大劇場）
- 『かぐや姫』（月組）（1925年10月1日 - 10月31日、宝塚大劇場）
- 『花物語』『寅童子』『陽春』（月組）（1926年1月1日 - 1月31日、宝塚大劇場）
- 『十三鐘』『避暑地にて』（月組）（1926年7月1日 - 7月31日、宝塚大劇場）
- 『夢見懺悔品』（月組）（1926年10月1日 - 10月31日、宝塚大劇場）
- 『厳島物語』『阿七狂焔』（月組）（1927年2月1日 - 2月28日、宝塚大劇場）
- 『富士太鼓』（月組）（1927年5月1日 - 5月31日、宝塚大劇場）
- 『一條大蔵卿』『ベース・ボール』（月組）（1927年8月1日 - 8月31日、宝塚大劇場）
- 『角法師』（月組）（1928年3月1日 - 3月31日、宝塚大劇場）
- 『四人の歩哨』『女暫』（月組）（1928年12月1日 - 12月28日、中劇場）
- 『羅浮仙』『姉と妹』（月組）（1929年3月1日 - 3月31日、宝塚大劇場）